# 균질압연장갑
균질압연장갑(rolled homogeneous armour; RHA)은 단일한 성분의 강재를 압연해 만든 장갑판이다. 침탄장갑, 적층장갑과 대조되는 개념이다.
전차 장갑판 용도로 주로 사용되었으나, 제2차 세계 대전 이후로는 파훼법(성형작약탄, 운동 에너지탄 등)이 많이 개발되어 일선 주력전차 장갑용으로는 쓰이지 않게 되었다.